# Dooo It!
«Dooo It!» —en español: Hazlooo!— es una canción interpretada por la cantante estadounidense Miley Cyrus, incluida en su quinto álbum de estudio Miley Cyrus & Her Dead Petz. Fue estrenada el 30 de agosto de 2015 junto al álbum completo gratuitamente de manera online por streaming, después de los MTV Video Music Awards 2015 en los cuales Cyrus fue la anfitriona y cerró la gala con la actuación de esta canción, anunciando el lanzamiento de este nuevo proyecto conjunto con la banda The Flaming Lips a los pocos segundos de finalizar su presentación.

## Composición
En cuanto a la letra, «Dooo It!» trata "principalmente sobre el amor de Cyrus por la marihuana y la paz". El NY Daily News afirmó que la canción "encuentra un nuevo equilibrio entre el R&B alocado y las formas más afines al consumo de drogas del hip hop sureño".

## Vídeo musical
El vídeo musical para «Dooo It!» fue estrenado mediante la cuenta YouTube de la cantante que no se encuentra vinculada a Vevo. El vídeo básicamente es un primer plano de Cyrus lamiendo líquidos brillantes, purpurina, en su boca y vertiendo sustancias en su rostro. Erin Strecker desde Billboard  dijo del vídeo: «Es asqueroso, intrigante, espectáculo artístico y puede hacer que usted desea asumir la elaboración».

## Presentaciones en directo

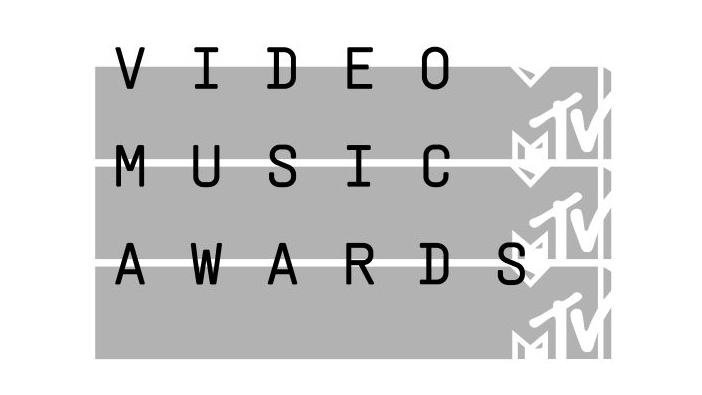
Cyrus utilizó su conducción en los VMAs 2015 como plataforma para anunciar el lanzamiento de su álbum gratuito.

El 30 de agosto de 2015 se celebró la gala de los MTV Video Music Awards 2015, en los cuales Cyrus fue la anfitriona. Para cerrar la ceremonia, Cyrus realizó una actuación sorpresa de esta nueva canción, «Dooo It!», acompañada de 30 Drag Queens con un estilismo psicodélico, después de que los miembros de su fundación Happy Hippie la presentasen haciendo un mensaje de libertad y aceptación. La actuación se inició con Cyrus apareciendo desde una puerta oculta al fondo del escenario para realizar una coreografía elaborada entre Cyrus y los transformistas, mientras que el final de la actuación el vocalista de The Flaming Lips, Wayne Coyne, también apareció en el escenario al final de la canción para lanzar confeti en el aire. Desde MTV elogiaron la actuación realizada por Cyrus, diciendo que la puesta en escena va más allá que llamar la atención, dicen que el uso de los transformistas y la letra de la canción es un llamamiento a la libertad de expresión, y es que «tenía significado e intención». Desde la revista Time alabaron tanto la actuación de la cantante como la acción de publicar su nuevo trabajo de forma gratuita, catalogando este momento como el más relevante de la noche, y es que aseguran «Una vez más, la cantante está obligando a la cultura para ponerse al día con ella». La presencia de la cantante fue trending topic durante toda la noche, dando lugar a que esta presentación fuese la más comentada de toda la gala, dando lugar a que además, la página web oficial, por donde se podía descargar gratuitamente el disco quedase colapsada.
La canción fue interpretada como número de apertura de la mini-gira de conciertos de Cyrus, junto con la banda Flaming Lips, Miley Cyrus & Her Dead Petz Tour de 2015.

## Listas

### Semanales
Esta canción al ser lanzado de forma gratuita, no se obtuvieron posiciones en ninguna lista de ventas, puesto que se encuentra de forma libre y en línea en Internet. Aunque el álbum ha obtenido 30 millones de reproducciones en SoundCloud pasada una semana desde este lanzamiento calificado por Cyrus como un «regalo» a sus seguidores, dando lugar a que sea un proyecto apartado del contrato firmado con Sony Music. Aun así, la canción consiguió aparecer en dos listas, ambas gracias al streaming y a la repercusión en redes sociales.
| País (Lista 2015)                               | Mejor posición | Ref    |
| ----------------------------------------------- | -------------- | ------ |
| Canadá (Billboard Canadian Hot 100)             | 60             | [ 12 ] |
| Estados Unidos (Billboard + Twitter Top Tracks) | 23             | [ 13 ] |